# Karl Meitinger

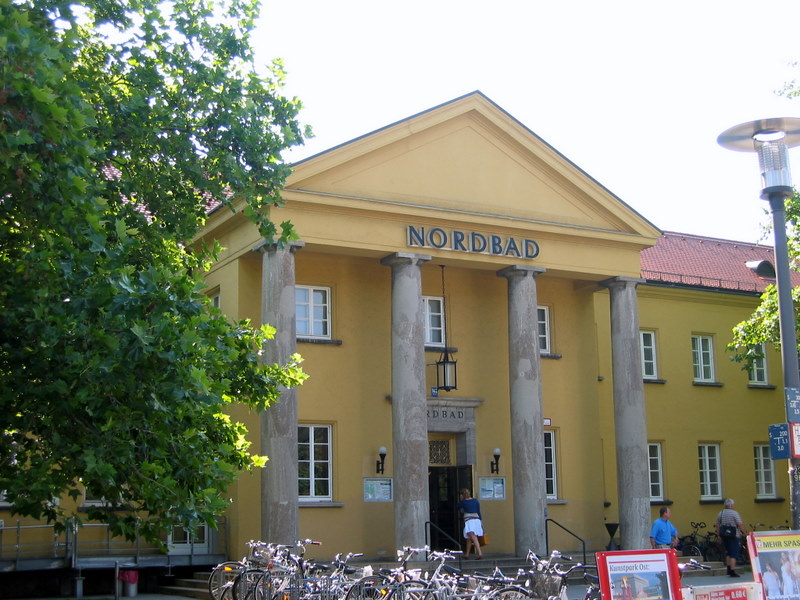
Nordbad

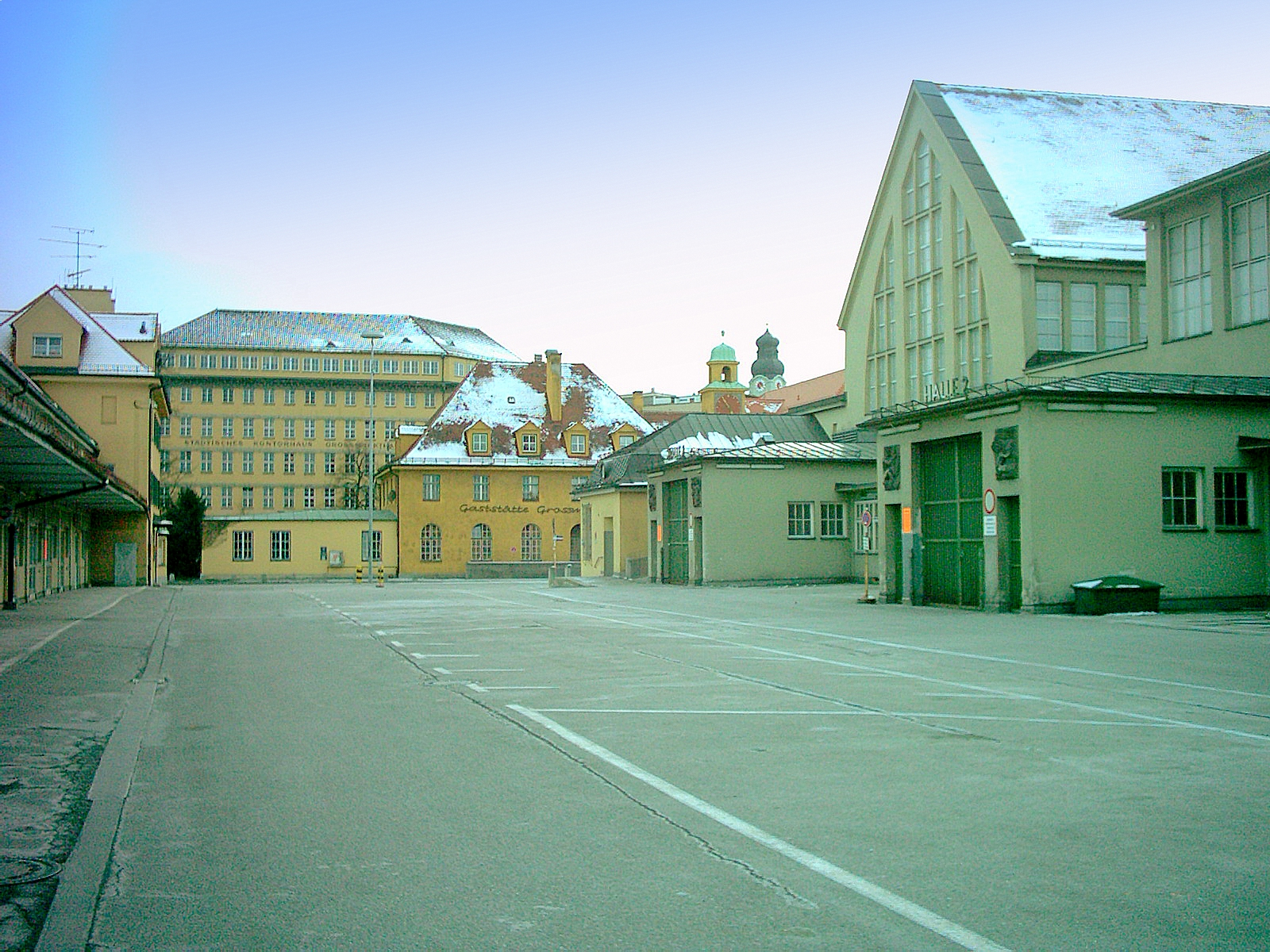
Mercato all'ingrosso Monaco di Baviera

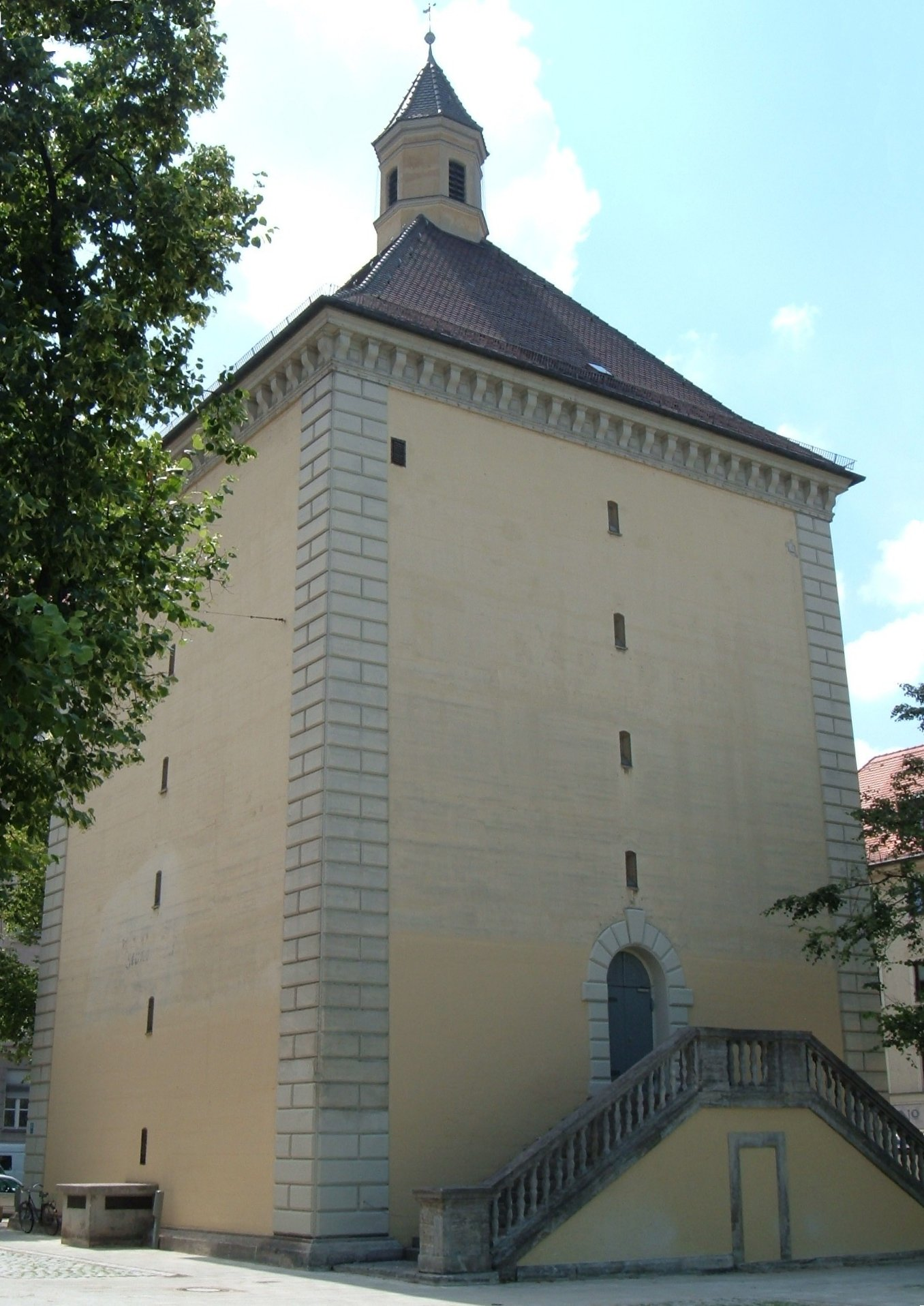
Torre Bunker nella via Blumenstraße a Monaco di Baviera

Karl Meitinger (Monaco di Baviera, 11 febbraio 1882 – Monaco di Baviera, 2 marzo 1970) è stato un architetto tedesco attivo anche come consigliere edilizio a Monaco.

## Opere
Di seguito viene riportata una selezione delle sue principali opere.
- 1925–1926: Politecnico di Monaco di Baviera
- 1926–1927: Mercato all'ingrosso Monaco di Baviera
- 1926–1928: Bagno Dante (Monaco di Baviera)
- 1930–1934: Straßenbahnbetriebshof an der Westendstraße
- 1932–1933: Reichskleinsiedlung sulla Tegernseer Landstraße
- 1933–1935: Siedlung am Hart con 338 mini appartamenti
- 1934: Piscina Georgenschwaige Monaco di Baviera
- 1934: Macello comunale Monaco di Baviera
- 1936: Bagno civico maschile nella Schyrenstraße Monaco di Baviera
- 1936–1941: Nordbad
- 1937: Bagno femminile Monaco di Baviera
- 1938: Wohnblockanlage für Minderbemittelte in Milbertshofen
- 1938–1942: Casa per anziani Schwabing nella Rümannstraße
- 1939–1940: ampliamento della clinica Rechts der Isar
- 1941: Torre Bunker nella Blumenstraße Monaco di Baviera
- 1941: Torre Bunker nella Boschetsrieder Straße Monaco di Baviera